# ハニーベージュ
ハニーベージュはオフィス北野に所属していたお笑いコンビ。旧コンビ名は「ガロリン」。

## メンバー
- 秋本 隆宏（あきもと たかひろ、1986年1月25日 - ）　
  - ボケ担当。広島県出身。血液型:AB型。
- 福間 秀倫（ふくま ひでのり、1986年1月14日 - ）　
  - ツッコミ担当。広島県出身。血液型:AB型。

## 概要
2005年にコンビ結成。2007年にげんしじん事務所に所属。2009年1月に現在のコンビ名に改名。名付け親はにわとりとたまごの福田。2010年3月末に事務所を退社。2016年5月末オフィス北野所属。2018年10月14日に解散を発表。解散後は二人とも芸能界を引退する。
ネタは主に漫才。広島弁の掛け合いで、福間が「きしょいのー」と突っ込むのが特徴。以前はコントをしており、秋本が「だって俺ロン毛だぜ」と言うボケがあった。

## 出演

### テレビ・ラジオ
- 2007年
  - JCN中野「CTNスペシャル」
  - FM世田谷他「ラブPネットステーション」
- 2008年
  - FM-FUJI「RADICAL LEAGUE」（福間）
- 2009年
  - NHK総合「爆笑トライアウト」
    - 会場審査は10位（145TP）、視聴者投票は10位（188票）。

  - FMうらやす「俺たちマンデーラジオンズ」

### 映画
- 東京アディオス（2019年、プレシディオ）

### ライブ
- げんしじん事務所主催
  - 「雑音フェティッシュ」
  - 「P級サマンサ」
  - 「新薬芸品バイパス」
  - 「爆笑あまにゃま寄席」
- 「渋谷ヤングライブ」 他